# Callanthiidae
Callanthiidae är en familj av fiskar. Callanthiidae ingår i ordningen abborrartade fiskar (Perciformes). Enligt Catalogue of Life omfattar familjen Callanthiidae 14 arter.
Arterna förekommer i östra Atlanten, i Medelhavet, i Indiska oceanen och i Stilla havet. På varje sida av kroppen finns en linje med fjäll som har en liten fördjupning. Det vetenskapliga namnet är bildat av de grekiska orden kallos (snygg) och anthias, -as (guldbrax).
Släkten enligt Catalogue of Life:
- Callanthias
- Grammatonotus